# 크래시반디쿠트

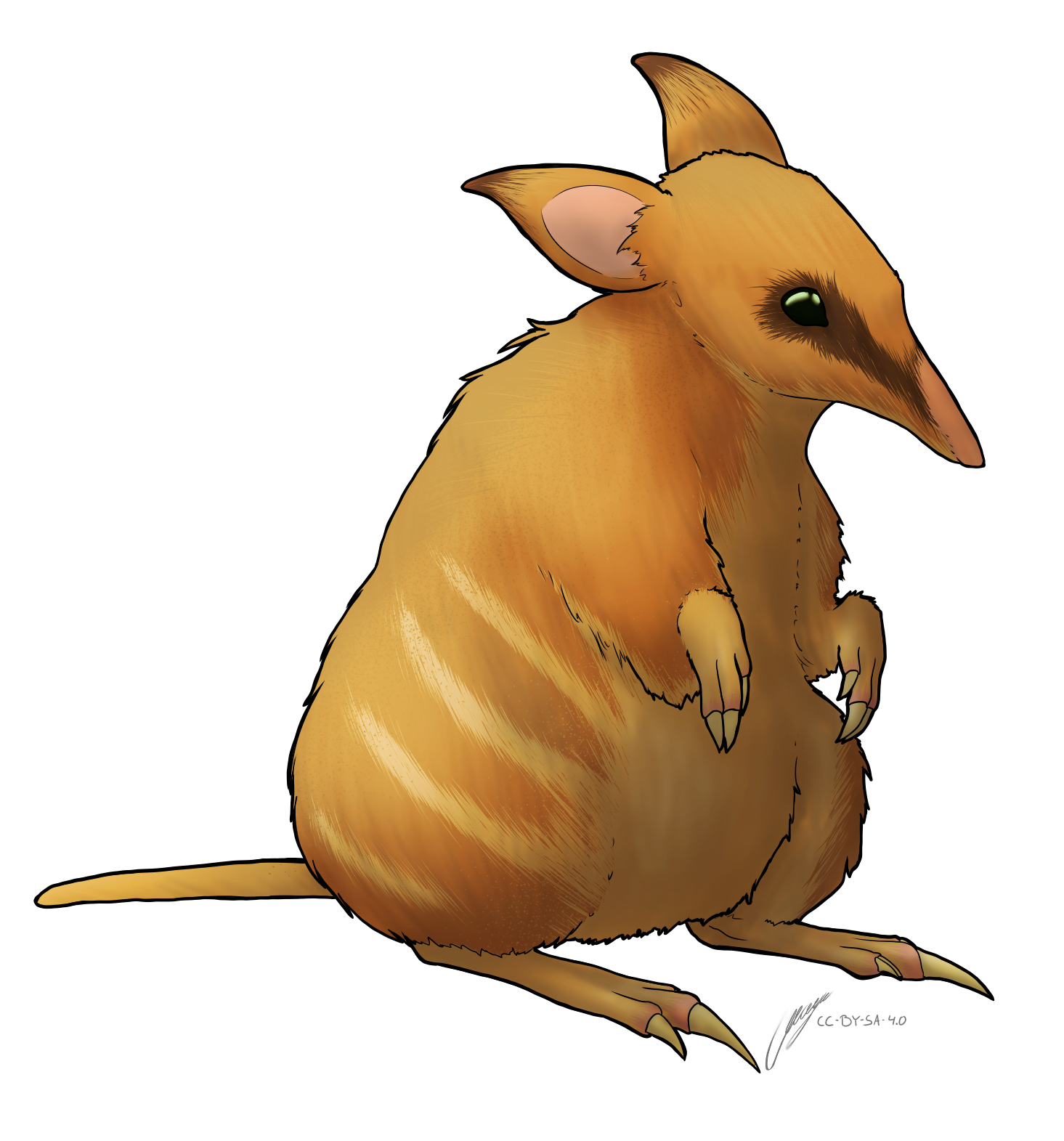

크래시반디쿠트(학명: Crash bandicoot)는 북서부 오스트레일리아의 리버슬레이 포유류 화석 유적에서 화석으로 발굴된 반디쿠트의 일종이다. 속명과 종명은 유명 비디오 게임 시리즈 크래시 밴디쿳의 이름을 땄다. 지금으로부터 1천만 년 전에 번성했던 것으로 추정된다.